# Роузи Хънтингтън-Уайтли
Роузи Хънтингтън-Уайтли (на английски: Rosie Alice Huntington-Whiteley) е английска манекенка, актриса, дизайнерка и бизнес дама. Известна е най-вече с работата си за компаниите за облекло Victoria's Secret и Marks & Spencer.
Занимава се и с актьорско майсторство, участвайки във филми като „Трансформърс 3“ и "Лудия Макс: Пътят на яростта".

## Личен живот
От 2010 г. Хънтингтън-Уайтли има отношения с актьора Джейсън Стейтъм. Двамат се сгодяват през януари 2016 г. През юни 2017 г. им се ражда син – Джак Оскар Стейтъм.